# 3744 Horn-d'Arturo
3744 Horn-d'Arturo је астероид главног астероидног појаса. Приближан пречник астероида је 15,75 ,
а средња удаљеност астероида од Сунца износи 2,629 астрономских јединица (АЈ).
Инклинација (нагиб) орбите у односу на раван еклиптике је 3,751 степени, а орбитални период износи 1557,518 дана (4,264 године). Ексцентрицитет орбите астероида износи 0,276.
Апсолутна магнитуда астероида износи 12,80 а геометријски албедо 0,054.
Астероид је откривен 5. новембра 1983. године.